# Ausztrál labdarúgó-válogatott
Az ausztrál labdarúgó-válogatott Ausztrália nemzeti csapata, amelyet az Ausztrál labdarúgó-szövetség (Angolul: Football Federation Australia) irányít. Beceneve Socceroos (szójáték a csak Ausztráliában élő kenguru angol nevével: kangaroo).
Ausztrália tradicionálisan Óceánia egyik legerősebb csapata és az egyetlen válogatott a világon, melynek sikerült megnyernie két konföderáció kontinentális tornáját is. Az OFC-nemzetek kupáját négy (1980, 1996, 2000, 2004), az Ázsia-kupát egy (2015) alkalommal nyerték meg. Hatszor jutottak ki a világbajnokságra, először 1974-ben, majd 2006 és 2022 között valamennyi tornán részt vettek. Négyszer szerepeltek a konföderációs kupán is, ahol a legjobb helyezésük egy ezüstérem, amit az 1997-es tornán szereztek.

## Történelem

### A kezdetek
Az ausztrál labdarúgó-válogatottat 1922-ben egy új-zélandi túra alkalmával alapították, amin a csapat 2 vereséget és egy döntetlent értek el. Az ezt követő 36 évben Dél-Afrika, Kanada, India és Új-Zéland ellen játszották a válogatott mérkőzéseik zömét. 1951. június 30-án történetük legnagyobb arányú vereségét szenvedték el Angliával szemben, amikor 17–0 arányban kikaptak. Első komolyabb szereplésükre az 1956. évi melbourne-i nyári olimpiai játékok labdarúgótornáján került sor, ahol házigazdaként 2–0-ra verték Japánt az első fordulóban, a negyeddöntőben viszont 4–2-re kikaptak Indiától. Az 1966-os világbajnokság selejtezőiben indultak először, de Észak-Korea ellen oda-vissza vereséget szenvedtek és nem jutottak ki az angliai tornára. Az 1970-es világbajnokság selejtezőinek a rájátszásában Izrael ellen 2–1-es összesítésben maradtak alul. 1974-ben azonban megtört a jég és kijutottak az NSZK-ban rendezett világbajnokságra, ahol 0–0-ás döntetlent játszottak Chilével, míg az NDK-tól 2–0-ás a házigazda NSZK-tól pedig 3–0-ás vereséget szenvedtek. Ekkor zömében amatőr játékosokkal vettek részt a tornán. Ez volt Ausztrália történetének egyetlen világbajnoki szereplése egészen 2006-ig, bár több alkalommal is nagyon közel voltak a kijutáshoz, de a pótselejtezők során rendre elpártolt mellőlük a szerencse. 1986-ban Skócia, 1994-ben Argentína, 1998-ban Irán, 2002-ben Uruguay bizonyult jobbnak és jutott ki az aktuális világbajnokságra. A sikertelenség azonban nem volt hatással  Ausztrália szereplésére az erős európai és dél-amerikai válogatottakkal szemben. 1988-ban 4-1-re verték a regnáló világbajnok Argentínát, 1997-ben 0–0-ás döntetlent játszottak Brazíliával a csoportkörben és 1–0-ra legyőzték Uruguayt az 1997-es konföderációs kupa elődöntőjében. 2001-ben 1–0-ra verték Franciaországot a csoportban és 1–0-ra Brazíliát a 2001-es konföderációs kupa bronzmérkőzésén. 2003-ban a Boleyn Groundon 3–1-re legyőzték Angliát Wayne Rooney debütáló mérkőzésén. A csapat legnagyobb győzelme világrekord: 2001. április 11-én 31–0-ra verték Amerikai Szamoát.

### Aranygeneráció
2005 elején az Ausztrál labdarúgó-szövetség tárgyalásokat kezdeményezett az Ázsia labdarúgó-szövetséghez (AFC) való csatlakozásról és az Óceániai labdarúgó-szövetség elhagyásáról. A közvélekedés és az ausztrál labdarúgás körüli nevezetes személyek, mint Johnny Warren is azon a véleményen volt, hogy Ausztrália fejlődésének egyetlen módja az, ha elhagyja az Óceániai szövetséget. Március 13-án az AFC végrehajtó bizottsága döntést hozott és meginvitálta Ausztráliát a csatlakozásra, amit az OFC végrehajtó bizottsága egyhangúlag elfogadott, a FIFA pedig 2005. június 30-án jóváhagyta. Hivatalosan 2006. január 1-től váltak az AFC tagjává, de addig is OFC tagjaként kellett pályára lépniük a 2006-os világbajnokság selejtezőiben. A 2005-ös konföderációs kupát követően az akkori szövetségi kapitány Frank Farina lemondott és a helyére a holland Guus Hiddinket nevezték ki. A pótselejtezőben a világranglista 18. helyén álló Uruguayjal találkoztak. Jamaica ellen egy 5–0-ás győzelemmel hangolódtak a megmérettetésre. Az első találkozót 1–0-ra elveszítették, a visszavágót négy nappal később Sydneyben rendezték. Az ausztrálok 80 ezer néző előtt Mark Bresciano góljával 1–0-ra győztek és következett a hosszabbítás, ahol nem született gól. A büntetőpárbajban 4–2 arányban jobbnak bizonyultak köszönhetően az ausztrál kapus Mark Schwarzer két védésének is. Ausztrália 32 év után jutott ki ismét a világbajnokságra.
A FIFA ranglistáján 2006 áprilisában Ausztrália a 42. helyen állt.
A világbajnokság előtt 1–1-es döntetlent játszottak Hollandiával és 2006. május 25-én Melbourne-ben 1–0-ra verték az Európa-bajnoki címvédő Görögországot. A világbajnokságon az F csoportba kerültek, ahol Japán, Horvátország és a címvédő Brazília szerepelt még. Első mérkőzésükön Tim Cahill 84. és 89., illetve John Aloisi 92. percben szerzett góljával 3–1-re legyőzték Japánt, ezzel történetük első vb-győzelmét szerezték. A világbajnokságok történetében pedig először fordult elő, hogy egy csapat az utolsó 7 percben három alkalommal is gólt szerezzen. A második mérkőzésükön Brazíliával találkoztak és 2–0-ás vereséget szenvedtek. A harmadik találkozón Horvátországgal játszottak 2–2-es döntetlent, ami elegendőnek bizonyult a továbbjutáshoz. A nyolcaddöntőben Olaszországtól kaptak ki 1–0-ra egy a 93. percben szerzett vitatható tizenegyesgóllal.

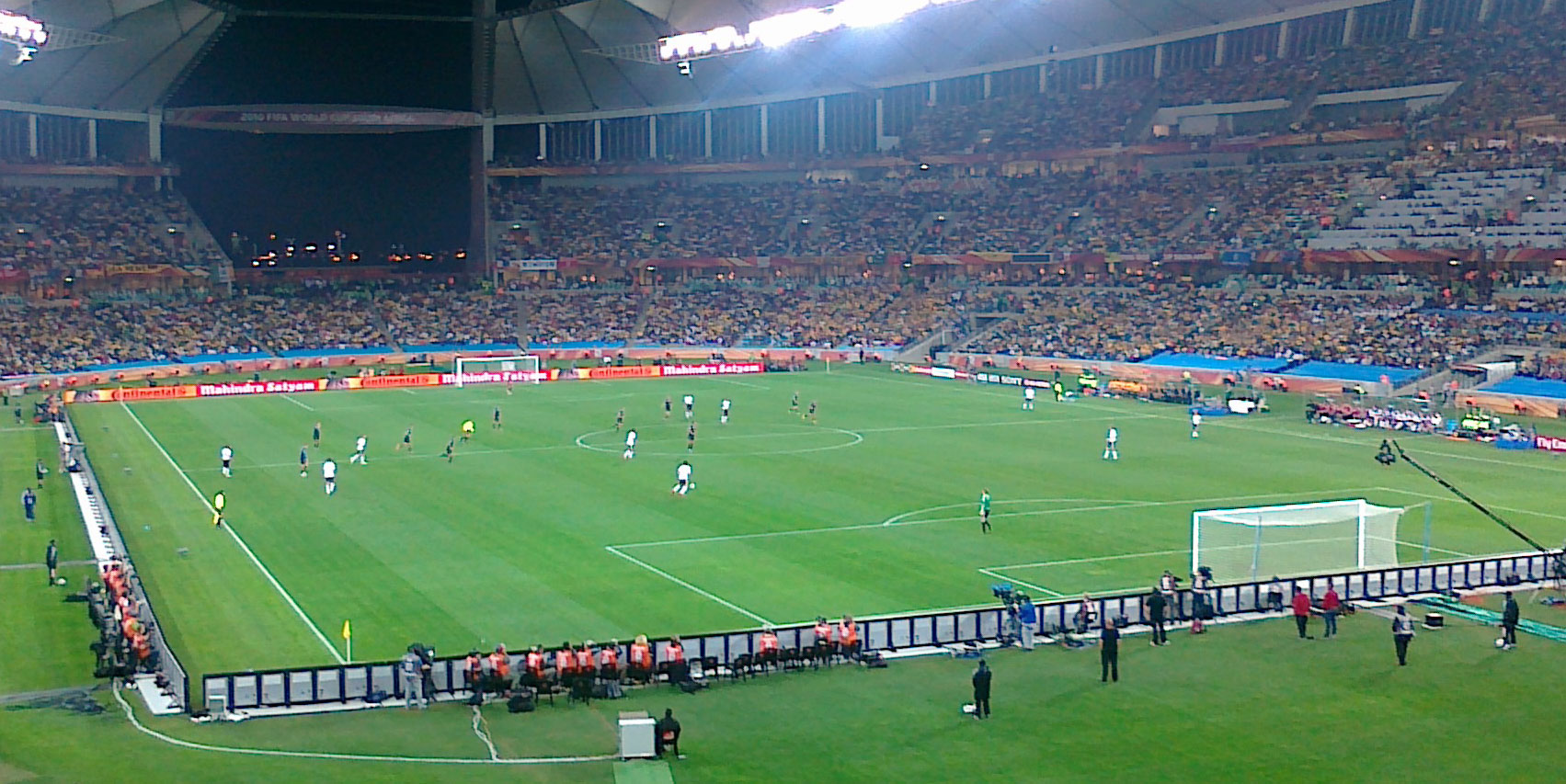
Németország–Ausztrália mérkőzés 2010. június 13-án az Moses Mabhida Stadionban, Durbanban, a 2010-es világbajnokságon

Graham Arnold irányításával 2007-ben részt vettek az Ázsia-kupán, ahol a keretben 15 olyan játékos volt, akik szerepeltek az egy évvel korábbi világbajnokságon. Az A csoportban Ománnal 1–1-es döntetlent játszottak, Thaiföldet 4–0-ra verték, míg Iraktól 3–1-re kikaptak. A negyeddöntőben Japán ellen 1–1-es döntetlent követően büntetőkkel estek ki. 2007. szeptember 11-én az Argentínától 1–0-ra elszenvedett vereséget követően Graham Arnold távozott és helyére Pim Verbeek került. A 2010-es világbajnokság selejtezőinek 3. körében kapcsolódtak be a küzdelmekbe. Katar, Irak és Kína előtt megnyerték a csoportjukat, és bejutottak a rájátszásba, ahol hat győzelem és két döntetlen mellett Japán, Katar, Bahrein és Üzbegisztán előtt megnyerték a csoportjukat és kijutottak a dél-afrikai világbajnokságra.
A D csoportba kerültek a háromszoros világbajnok Németország, Ghána és Szerbia társaságában. Első mérkőzésükön 4–0-ás vereséget szenvedtek Németországtól, egyik legjobbjukat Tim Cahillt pedig a kiállította a játékvezető. A második csoportmérkőzésen Ghána ellen 1–1-es döntetlent játszottak, az ausztrálok gólját Brett Holman szerezte. A harmadik találkozón Szerbiát Cahill és Holman góljával 2–1-re legyőzték. Ghánával azonos pontszámmal végeztek, de a rosszabb gólkülönbség miatt nem jutottak tovább a csoportból. Még ebben az évben kijutottak a 2011-es Ázsia-kupára, ahol egészen a döntőig meneteltek és Japántól kaptak ki 1–0-ra hosszabbításban. A soron következő barátságos mérkőzéseken jó eredményeket értek el. Németország 2–1-re, Új-Zélandot 3–0-ra, Wales pedig 2–1-re verték idegenben, míg Szerbiával 0–0-ás döntetlent játszottak.
2012-ben Ausztrália részt vett a Hongkongban rendezett kelet-ázsiai bajnokságon, ahol az előselejtezőben Hongkongot, Észak-Koreát, Guamot és Tajvant megelőzve továbbjutott a Dél-Koreában rendezett négyes döntőbe, ott azonban Japán, Kína és Dél-Korea is megelőzte. 2013. augusztus 26-án Ausztrália a Délkelet-ázsiai labdarúgó-szövetség (ASEAN) teljes jogú tagja lett, de megállapodás született arról is, hogy nem vesznek részt a régió tornáján a délkelet-ázsiai labdarúgó-bajnokságon, melynek oka az Ausztrália és a térség többi csapata között fennálló minőségbeli különbség.

### Új generáció, 2015-ös Ázsia-kupa siker

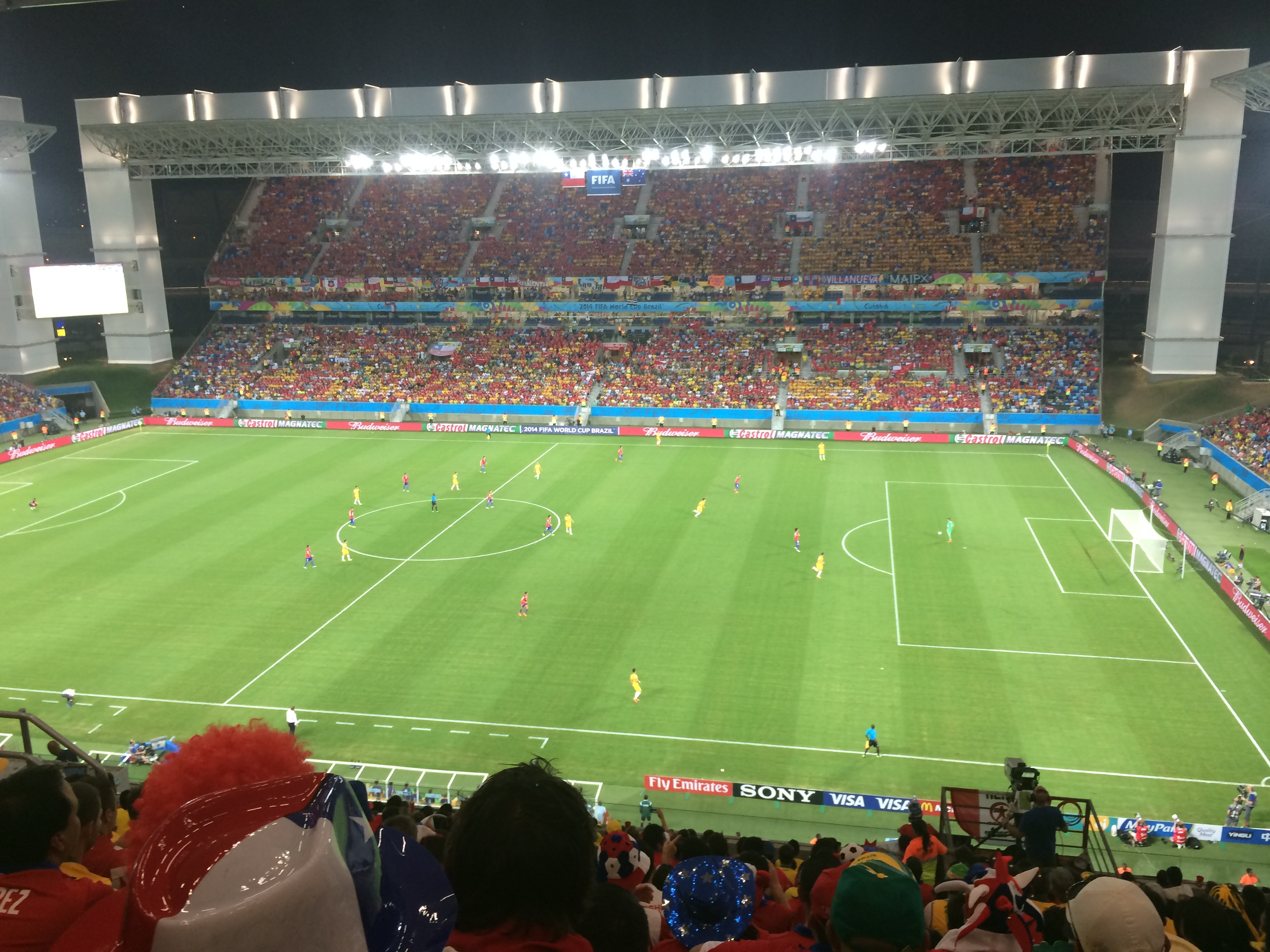
Ausztrália–Chile mérkőzés 2014. június 13-án az Arena Pantanalban, Cuiabában, a 2014-es világbajnokságon

A 2014-es világbajnokság selejtezőinek 3. körében megnyerték a csoportjukat és bejutottak a negyedik fordulóba, ahol Japán mögött a második helyen végeztek és kijutottak a világbajnokságra. A selejtezőket követően barátságos mérkőzéseket játszottak, de nem sok sikerrel, Brazíliától és Franciaországtól is súlyos 6–0-ás vereséget szenvedtek, ami azt eredményezte, hogy Holger Osieck szövetségi kapitánynak távoznia kellett, ezzel lezárult egy négy éves periódus. Helyére Ange Postecoglout nevezték ki. Bemutatkozó mérkőzésén 1–0-ra legyőzték Costa Ricát. A 2014-es világbajnokságban a B csoportban szerepeltek az ausztrálok a címvédő Spanyolország, a 2010-es döntős Hollandia és Chile társaságában. 3–1-es vereséggel kezdtek Chile ellen. Hollandiától egy fordulatos mérkőzésen 3–2-es vereséget szenvedtek, az ausztrál gólokat Tim Cahill és Mile Jedinak szerezte. Az utolsó csoportmérkőzésen 3–0 arányban maradtak alakul Spanyolországgal szemben, ami azt jelentette, hogy három vereséggel zárták a tornát és már a csoportkör után búcsúztak.

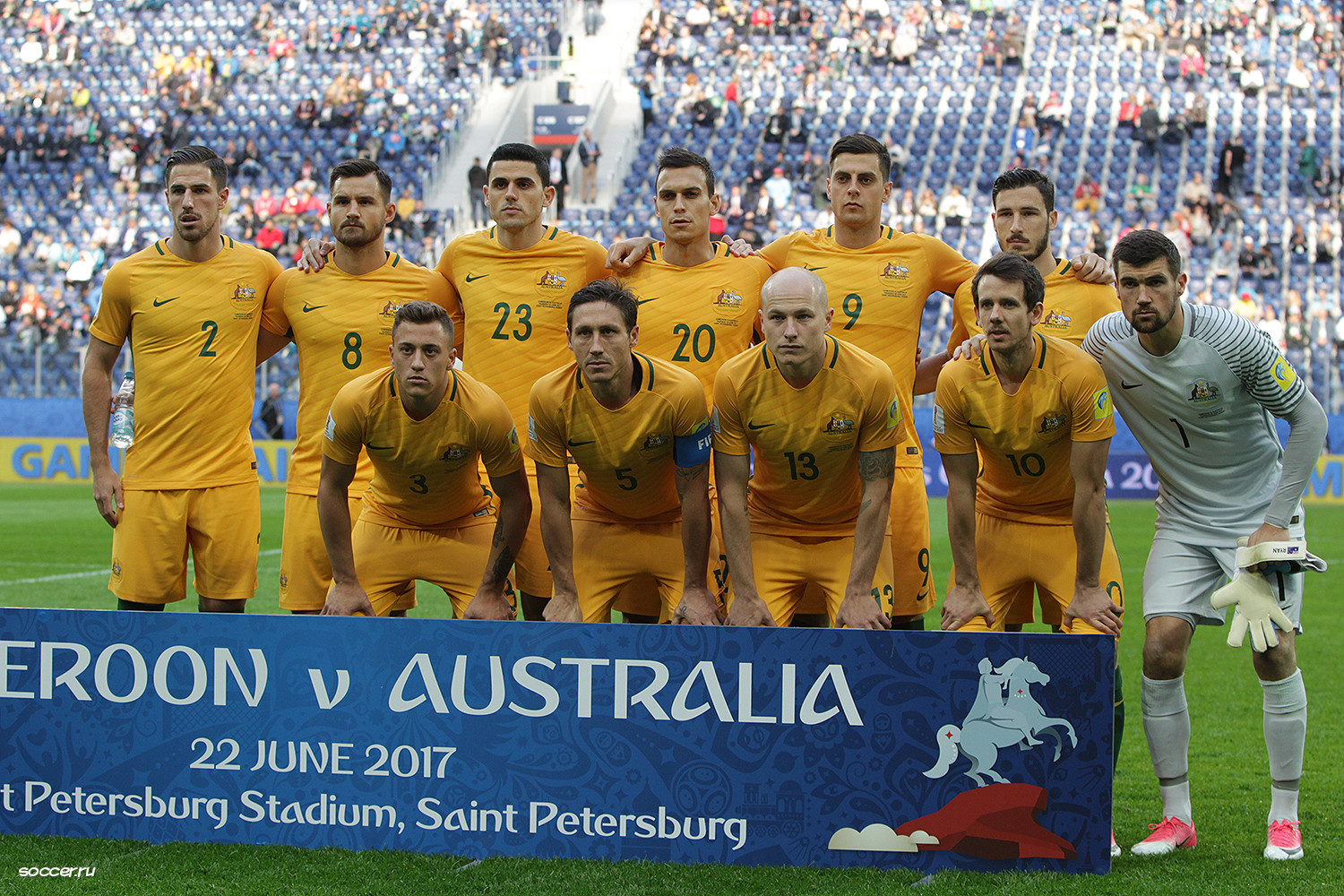
Az ausztrál válogatott a 2017-es konföderációs kupán

2015 januárjában Ausztrália volt a házigazdája az Ázsia-kupának. A csoportjukban Kuvaitot 4–1-re, Ománt pedig 4–0-ra legyőzték, míg Dél-Koreától Brisbaneben 1–0-ra kikaptak. A negyeddöntőben Kínát verték 2–0-ra Cahill duplájával. Az elődöntőben Trent Sainsbury és Jason Davidson góljaival ugyancsak 2–0-ra győztek az Egyesült Arab Emírségek csapata ellen. A Sydneyben rendezett Dél-Korea elleni döntőben 76 ezer néző előtt Massimo Luongo góljával megszerezték a vezetést, de a rendes játékidő ráadásában Szon Hungmin kiegyenlített, így következett a hosszabbítás, ahol a csereként beállt James Troisi góljával 2–1-re megnyerték a döntőt és ezzel megszerezték történetük első Ázsia-kupa győzelmét. A sikernek köszönhetően részvételi jogot szereztek a 2017-es konföderációs kupára, ahol Németország ellen 3–2-es vereséggel nyitottak, ausztrálok részéről Tom Rogić és Tomi Jurić volt eredményes. Ezt követően Kamerun és Chile ellen is 1–1-es döntetlent játszottak.
Ausztrália kijutott a 2018-as világbajnokságra Ante Postecoglu vezetésével, akit a holland Bert van Marwijk váltott. 2018. március 8-án bejelentették, hogy a világbajnokságot követően Graham Arnold váltja van Marwijkot és a megbízatása a 2022-es világbajnokság végéig szól. A világbajnokságon Dániával, Franciaországgal és Peruval kerültek egy csoportba. Első mérkőzésükön Franciaországtól kaptak ki 2–1-re Aziz Behich öngóljával, amit visszanéztek a videószobában. Dániával 1–1-es döntetlent játszottak Mile Jedinak tizenegyesével. Peru ellen 2–0-ás vereséggel zárták a tornát és mindössze egy pontot szerezve a csoport negyedik helyén végeztek. 
2006-ban az óceániai labdarúgó zónából átléptek az ázsiai régióba (AFC), így az ázsiai selejtezőkön indulhattak. Az átlépés óta Ausztrália minden labdarúgó világbajnokságra (2010, 2014, 2018) sikeresen kvalifikálta magát. 2018-ban az ausztrál válogatott világrekordot állított be, miután 22 selejtező mérkőzés megvívásával jutottak ki az oroszországi világbajnokságra.
Graham Arnold új kapitányi időszaka a 2019-es Ázsia-kupával kezdődött. Jordánia ellen 1–0-ás vereséggel kezdtek, majd 3–0-ra megverték Palesztinát, Szíria ellen pedig 3–2-es győzelmet szereztek a harmadik csoportmérkőzésükön. A nyolcaddöntőben Üzbegisztánnal játszottak 0–0-ás döntetlent és büntetőkkel 4–2 arányban továbbjutottak. A negyeddöntőben 1–0-ás vereséget szenvedtek az Egyesült Arab Emírségektől.

### 2020-as évek
A 2022-es világbajnokságot Franciaország ellen kezdték és Craig Goodwin révén megszerezték a vezetést, azonban végül 4–1-es francia győzelemmel ért véget a találkozó. A második csoportmérkőzésen Mitchell Duke góljával 1–0-ra legyőzték Tunéziát. Mathew Leckie góljának köszönhetően Dániát is sikerült legyőzniük 1–0 és 2006 után ismét továbbjutottak a csoportkörből. A nyolcaddöntőben Argentínával találkoztak és 2–0-ás hátrányt követően már csak szépíteni tudtak.

## Nemzetközi eredmények
Konföderációs kupa
- Ezüstérmes: 1 alkalommal (1997)
- Bronzérmes: 1 alkalommal (2001)

 Ázsia-kupa
- Aranyérmes: 1 alkalommal (2015)
- Ezüstérmes: 1 alkalommal (2011)

 OFC-nemzetek kupája
- Aranyérmes: 4 alkalommal (1980, 1996, 2000, 2004)
- Ezüstérmes: 2 alkalommal (1998, 2002)

### Világbajnoki szereplés
| Év        | Eredmény      | Helyezés      | M             | Gy            | D             | V             | LG            | KG            |
| --------- | ------------- | ------------- | ------------- | ------------- | ------------- | ------------- | ------------- | ------------- |
| 1930–1962 | Nem indult    | Nem indult    | Nem indult    | Nem indult    | Nem indult    | Nem indult    | Nem indult    | Nem indult    |
| 1966      | Nem jutott be | Nem jutott be | Nem jutott be | Nem jutott be | Nem jutott be | Nem jutott be | Nem jutott be | Nem jutott be |
| 1970      | Nem jutott be | Nem jutott be | Nem jutott be | Nem jutott be | Nem jutott be | Nem jutott be | Nem jutott be | Nem jutott be |
| 1974      | Csoportkör    | 14.           | 3             | 0             | 1             | 2             | 0             | 5             |
| 1978      | Nem jutott be | Nem jutott be | Nem jutott be | Nem jutott be | Nem jutott be | Nem jutott be | Nem jutott be | Nem jutott be |
| 1982      | Nem jutott be | Nem jutott be | Nem jutott be | Nem jutott be | Nem jutott be | Nem jutott be | Nem jutott be | Nem jutott be |
| 1986      | Nem jutott be | Nem jutott be | Nem jutott be | Nem jutott be | Nem jutott be | Nem jutott be | Nem jutott be | Nem jutott be |
| 1990      | Nem jutott be | Nem jutott be | Nem jutott be | Nem jutott be | Nem jutott be | Nem jutott be | Nem jutott be | Nem jutott be |
| 1994      | Nem jutott be | Nem jutott be | Nem jutott be | Nem jutott be | Nem jutott be | Nem jutott be | Nem jutott be | Nem jutott be |
| 1998      | Nem jutott be | Nem jutott be | Nem jutott be | Nem jutott be | Nem jutott be | Nem jutott be | Nem jutott be | Nem jutott be |
| 2002      | Nem jutott be | Nem jutott be | Nem jutott be | Nem jutott be | Nem jutott be | Nem jutott be | Nem jutott be | Nem jutott be |
| 2006      | Nyolcaddöntő  | 16.           | 4             | 1             | 1             | 2             | 5             | 6             |
| 2010      | Csoportkör    | 21.           | 3             | 1             | 1             | 1             | 3             | 6             |
| 2014      | Csoportkör    | 30.           | 3             | 0             | 0             | 3             | 3             | 9             |
| 2018      | Csoportkör    | 30.           | 3             | 0             | 1             | 2             | 2             | 5             |
| 2022      | Nyolcaddöntő  | 11.           | 4             | 2             | 0             | 2             | 4             | 6             |
| Összesen  | Nyolcaddöntő  | 6/22          | 16            | 2             | 4             | 10            | 13            | 31            |

### Konföderációs kupa
| Év       | Eredmény                          | Helyezés                          | M                                 | Gy                                | D                                 | V                                 | LG                                | KG                                |
| -------- | --------------------------------- | --------------------------------- | --------------------------------- | --------------------------------- | --------------------------------- | --------------------------------- | --------------------------------- | --------------------------------- |
| 1992     | OFC tagállam nem kapott meghívást | OFC tagállam nem kapott meghívást | OFC tagállam nem kapott meghívást | OFC tagállam nem kapott meghívást | OFC tagállam nem kapott meghívást | OFC tagállam nem kapott meghívást | OFC tagállam nem kapott meghívást | OFC tagállam nem kapott meghívást |
| 1995     | OFC tagállam nem kapott meghívást | OFC tagállam nem kapott meghívást | OFC tagállam nem kapott meghívást | OFC tagállam nem kapott meghívást | OFC tagállam nem kapott meghívást | OFC tagállam nem kapott meghívást | OFC tagállam nem kapott meghívást | OFC tagállam nem kapott meghívást |
| 1997     | Ezüstérmes                        | 2.                                | 5                                 | 2                                 | 1                                 | 2                                 | 4                                 | 8                                 |
| 1999     | Nem jutott be                     | Nem jutott be                     | Nem jutott be                     | Nem jutott be                     | Nem jutott be                     | Nem jutott be                     | Nem jutott be                     | Nem jutott be                     |
| 2001     | Bronzérmes                        | 3.                                | 5                                 | 3                                 | 0                                 | 2                                 | 4                                 | 2                                 |
| 2003     | Nem jutott be                     | Nem jutott be                     | Nem jutott be                     | Nem jutott be                     | Nem jutott be                     | Nem jutott be                     | Nem jutott be                     | Nem jutott be                     |
| 2005     | Csoportkör                        | 8.                                | 3                                 | 0                                 | 0                                 | 3                                 | 5                                 | 10                                |
| 2009     | Nem jutott be                     | Nem jutott be                     | Nem jutott be                     | Nem jutott be                     | Nem jutott be                     | Nem jutott be                     | Nem jutott be                     | Nem jutott be                     |
| 2013     | Nem jutott be                     | Nem jutott be                     | Nem jutott be                     | Nem jutott be                     | Nem jutott be                     | Nem jutott be                     | Nem jutott be                     | Nem jutott be                     |
| 2017     | Csoportkör                        | 6.                                | 3                                 | 0                                 | 2                                 | 1                                 | 4                                 | 5                                 |
| Összesen | Ezüstérmes                        | 4/10                              | 16                                | 5                                 | 3                                 | 8                                 | 17                                | 25                                |

### Olimpiai szereplés
| Év       | Eredmény       | Hely           | M              | Gy             | D              | V              | Rg             | Kg             |
| -------- | -------------- | -------------- | -------------- | -------------- | -------------- | -------------- | -------------- | -------------- |
| 1900     | Nem vett részt | Nem vett részt | Nem vett részt | Nem vett részt | Nem vett részt | Nem vett részt | Nem vett részt | Nem vett részt |
| 1904     | Nem vett részt | Nem vett részt | Nem vett részt | Nem vett részt | Nem vett részt | Nem vett részt | Nem vett részt | Nem vett részt |
| 1908     | Nem vett részt | Nem vett részt | Nem vett részt | Nem vett részt | Nem vett részt | Nem vett részt | Nem vett részt | Nem vett részt |
| 1912     | Nem vett részt | Nem vett részt | Nem vett részt | Nem vett részt | Nem vett részt | Nem vett részt | Nem vett részt | Nem vett részt |
| 1920     | Nem vett részt | Nem vett részt | Nem vett részt | Nem vett részt | Nem vett részt | Nem vett részt | Nem vett részt | Nem vett részt |
| 1924     | Nem vett részt | Nem vett részt | Nem vett részt | Nem vett részt | Nem vett részt | Nem vett részt | Nem vett részt | Nem vett részt |
| 1928     | Nem vett részt | Nem vett részt | Nem vett részt | Nem vett részt | Nem vett részt | Nem vett részt | Nem vett részt | Nem vett részt |
| 1936     | Nem vett részt | Nem vett részt | Nem vett részt | Nem vett részt | Nem vett részt | Nem vett részt | Nem vett részt | Nem vett részt |
| 1948     | Nem vett részt | Nem vett részt | Nem vett részt | Nem vett részt | Nem vett részt | Nem vett részt | Nem vett részt | Nem vett részt |
| 1952     | Nem vett részt | Nem vett részt | Nem vett részt | Nem vett részt | Nem vett részt | Nem vett részt | Nem vett részt | Nem vett részt |
| 1956     | Negyeddöntő    | 5.             | 2              | 1              | 0              | 1              | 4              | 4              |
| 1960     | Visszalépett   | Visszalépett   | Visszalépett   | Visszalépett   | Visszalépett   | Visszalépett   | Visszalépett   | Visszalépett   |
| 1964     | Nem jutott be  | Nem jutott be  | Nem jutott be  | Nem jutott be  | Nem jutott be  | Nem jutott be  | Nem jutott be  | Nem jutott be  |
| 1968     | Nem jutott be  | Nem jutott be  | Nem jutott be  | Nem jutott be  | Nem jutott be  | Nem jutott be  | Nem jutott be  | Nem jutott be  |
| 1972     | Nem jutott be  | Nem jutott be  | Nem jutott be  | Nem jutott be  | Nem jutott be  | Nem jutott be  | Nem jutott be  | Nem jutott be  |
| 1976     | Nem jutott be  | Nem jutott be  | Nem jutott be  | Nem jutott be  | Nem jutott be  | Nem jutott be  | Nem jutott be  | Nem jutott be  |
| 1980     | Nem jutott be  | Nem jutott be  | Nem jutott be  | Nem jutott be  | Nem jutott be  | Nem jutott be  | Nem jutott be  | Nem jutott be  |
| 1984     | Nem jutott be  | Nem jutott be  | Nem jutott be  | Nem jutott be  | Nem jutott be  | Nem jutott be  | Nem jutott be  | Nem jutott be  |
| 1988     | Negyeddöntő    | 7.             | 4              | 2              | 0              | 2              | 2              | 6              |
| 1992     | 4. hely        | 4.             | 6              | 2              | 1              | 3              | 8              | 12             |
| 1996     | Csoportkör     | 13.            | 3              | 1              | 0              | 2              | 4              | 6              |
| 2000     | Csoportkör     | 15.            | 3              | 0              | 0              | 3              | 3              | 6              |
| 2004     | Negyeddöntő    | 7.             | 4              | 1              | 1              | 2              | 6              | 4              |
| 2008     | Csoportkör     | 11.            | 3              | 0              | 1              | 2              | 1              | 3              |
| 2012     | Nem jutott be  | Nem jutott be  | Nem jutott be  | Nem jutott be  | Nem jutott be  | Nem jutott be  | Nem jutott be  | Nem jutott be  |
| 2016     | Nem jutott be  | Nem jutott be  | Nem jutott be  | Nem jutott be  | Nem jutott be  | Nem jutott be  | Nem jutott be  | Nem jutott be  |
| 2020     | Csoportkör     | 12.            | 3              | 1              | 0              | 2              | 2              | 3              |
| Összesen | 4. hely        | 8/27           | 28             | 8              | 3              | 17             | 30             | 44             |

- 1948 és 1988 között amatőr, 1992-től kezdődően U23-as játékosok vettek részt az olimpiai játékokon

### Ázsia-kupa
| Év        | Eredmény          | Helyezés          | M                 | Gy                | D                 | V                 | LG                | KG                |
| --------- | ----------------- | ----------------- | ----------------- | ----------------- | ----------------- | ----------------- | ----------------- | ----------------- |
| 1956–2004 | Az OFC tagja volt | Az OFC tagja volt | Az OFC tagja volt | Az OFC tagja volt | Az OFC tagja volt | Az OFC tagja volt | Az OFC tagja volt | Az OFC tagja volt |
| 2007      | Negyeddöntő       | 7.                | 4                 | 1                 | 1                 | 2                 | 7                 | 5                 |
| 2011      | Ezüstérmes        | 2.                | 6                 | 4                 | 1                 | 1                 | 13                | 2                 |
| 2015      | Aranyérmes        | 1.                | 6                 | 5                 | 0                 | 1                 | 14                | 3                 |
| 2019      | Negyeddöntő       | 7.                | 5                 | 2                 | 1                 | 2                 | 6                 | 4                 |
| Összesen  | 1 aranyérem       | 5/18              | 21                | 12                | 4                 | 5                 | 40                | 14                |

### OFC-nemzetek kupája
| Év              | Eredmény             | Helyezés             | M                    | Gy                   | D                    | V                    | LG                   | KG                   |
| --------------- | -------------------- | -------------------- | -------------------- | -------------------- | -------------------- | -------------------- | -------------------- | -------------------- |
| 1973            | Nem vett részt       | Nem vett részt       | Nem vett részt       | Nem vett részt       | Nem vett részt       | Nem vett részt       | Nem vett részt       | Nem vett részt       |
| 1980            | Aranyérmes           | 1.                   | 4                    | 4                    | 0                    | 0                    | 24                   | 2                    |
| 1996            | Aranyérmes           | 1.                   | 4                    | 3                    | 1                    | 0                    | 14                   | 0                    |
| 1998            | Ezüstérmes           | 2.                   | 4                    | 3                    | 0                    | 1                    | 23                   | 3                    |
| 2000            | Aranyérmes           | 1.                   | 4                    | 4                    | 0                    | 0                    | 26                   | 0                    |
| 2002            | Ezüstérmes           | 2.                   | 5                    | 4                    | 0                    | 1                    | 23                   | 2                    |
| 2004            | Aranyérmes           | 1.                   | 7                    | 6                    | 1                    | 0                    | 32                   | 4                    |
| 2008–napjainkig | Nem tagja az OFC-nek | Nem tagja az OFC-nek | Nem tagja az OFC-nek | Nem tagja az OFC-nek | Nem tagja az OFC-nek | Nem tagja az OFC-nek | Nem tagja az OFC-nek | Nem tagja az OFC-nek |
| Összesen        | 4 aranyérem          | 6/10                 | 28                   | 24                   | 2                    | 2                    | 142                  | 13                   |

## Mezek a válogatott története során
Az ausztrál labdarúgó-válogatott hagyományos szerelése sárga mez, zöld nadrág és sárga sportszár. A váltómez leggyakrabban egyszínű sötétzöld, vagy sötétkék szerelés. 

### Első számú
|  | 1922 | 1974 | 1998 | 2001 | 2004 | 2006 | 2007 | 2008 | 2010 |

|  | 2012 | 2014 | 2016–2017 | 2018 |

### Váltómez
|  | 1974 | 2004 | 2004 | 2006 | 2007 | 2008 | 2010 | 2012 | 2014 |

|  | 2016–2017 | 2018 |

## Játékosok

### Jelenlegi keret
Az ausztrál válogatott 26 fős kerete a 2022-es Világbajnokságra.
Az adatok a 2022. szeptember 25-én  Új-Zéland elleni mérkőzés után lettek frissítve.
| Szám          | Poszt   | Név                | Születési dátum / Kor          | Válogatottság | Gólok   | Klub                   |         |         |         |
| Kapusok       | Kapusok | Kapusok            | Kapusok                        | Kapusok       | Kapusok | Kapusok                | Kapusok | Kapusok | Kapusok |
| ------------- | ------- | ------------------ | ------------------------------ | ------------- | ------- | ---------------------- | ------- | ------- | ------- |
| 1             | K       | Mathew Ryan        | 1992. április 8. (32 éves)     | 75            | 0       | København              |         |         |         |
| 12            | K       | Andrew Redmayne    | 1989. január 13. (36 éves)     | 4             | 0       | Sydney FC              |         |         |         |
| 16            | K       | Danny Vukovic      | 1985. március 27. (39 éves)    | 4             | 0       | Central Coast Mariners |         |         |         |
| Védők         |         |                    |                                |               |         |                        |         |         |         |
| 2             | V       | Milos Degenek      | 1994. április 28. (30 éves)    | 38            | 1       | Columbus Crew          |         |         |         |
| 3             | V       | Nathaniel Atkinson | 1999. június 13. (25 éves)     | 5             | 0       | Hearts                 |         |         |         |
| 4             | V       | Kye Rowles         | 1998. június 24. (26 éves)     | 3             | 0       | Hearts                 |         |         |         |
| 5             | V       | Fran Karačić       | 1996. május 12. (28 éves)      | 10            | 1       | Brescia                |         |         |         |
| 8             | V       | Bailey Wright      | 1992. július 28. (32 éves)     | 27            | 2       | Sunderland             |         |         |         |
| 16            | V       | Aziz Behich        | 1990. október 16. (34 éves)    | 53            | 2       | Dundee United          |         |         |         |
| 19            | V       | Harry Souttar      | 1998. október 22. (26 éves)    | 10            | 6       | Stoke City             |         |         |         |
| 20            | V       | Thomas Deng        | 1997. március 20. (27 éves)    | 2             | 0       | Albirex Niigata        |         |         |         |
| 24            | V       | Joel King          | 2000. október 30. (24 éves)    | 4             | 0       | Odense                 |         |         |         |
| Középpályások |         |                    |                                |               |         |                        |         |         |         |
| 10            | KP      | Ajdin Hrustic      | 1996. július 5. (28 éves)      | 20            | 3       | Hellas Verona          |         |         |         |
| 13            | KP      | Aaron Mooy         | 1990. szeptember 15. (34 éves) | 53            | 7       | Celtic                 |         |         |         |
| 14            | KP      | Riley McGree       | 1998. november 2. (26 éves)    | 11            | 1       | Middlesbrough          |         |         |         |
| 17            | KP      | Cameron Devlin     | 1998. június 7. (26 éves)      | 1             | 0       | Hearts                 |         |         |         |
| 22            | KP      | Jackson Irvine     | 1993. március 7. (32 éves)     | 49            | 7       | St. Pauli              |         |         |         |
| 26            | KP      | Keanu Baccus       | 1998. június 7. (26 éves)      | 1             | 0       | St. Mirren             |         |         |         |
| Csatárok      |         |                    |                                |               |         |                        |         |         |         |
| 6             | CS      | Martin Boyle       | 1993. április 25. (31 éves)    | 19            | 5       | Hibernian              |         |         |         |
| 7             | CS      | Mathew Leckie      | 1991. február 4. (34 éves)     | 73            | 13      | Melbourne City         |         |         |         |
| 9             | CS      | Jamie Maclaren     | 1993. július 29. (31 éves)     | 26            | 8       | Melbourne City         |         |         |         |
| 11            | CS      | Awer Mabil         | 1995. szeptember 15. (29 éves) | 29            | 8       | Cádiz                  |         |         |         |
| 15            | CS      | Mitchell Duke      | 1991. január 18. (34 éves)     | 21            | 8       | Fagiano Okayama        |         |         |         |
| 21            | CS      | Garang Kuol        | 2004. szeptember 15. (20 éves) | 1             | 0       | Central Coast Mariners |         |         |         |
| 23            | CS      | Craig Goodwin      | 1991. december 16. (33 éves)   | 10            | 1       | Adelaide United        |         |         |         |
| 25            | CS      | Jason Cummings     | 1995. augusztus 1. (29 éves)   | 1             | 1       | Central Coast Mariners |         |         |         |

### A legtöbb válogatottsággal rendelkező játékosok
Az adatok 2022. november 1. állapotoknak felelnek meg.
- A még aktív játékosok (félkövérrel) vannak megjelölve.

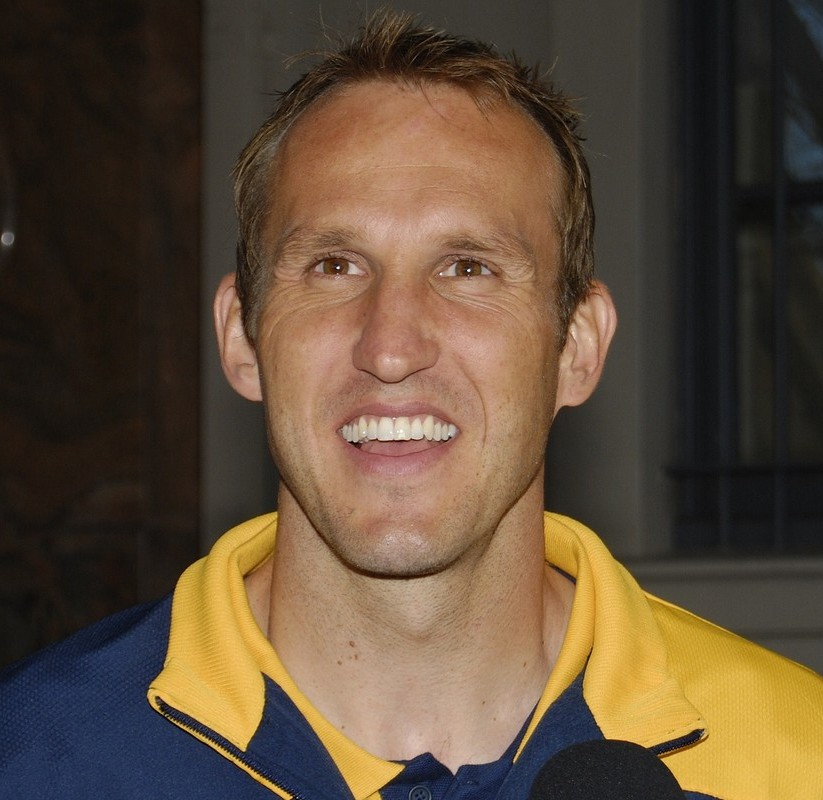
Mark Schwarzer a válogatottsági rekorder 109 mérkőzéssel.

| Rank | Játékos        | Mérkőzés | Gólok | Időszak   |
| ---- | -------------- | -------- | ----- | --------- |
| 1    | Mark Schwarzer | 109      | 0     | 1993–2013 |
| 2    | Tim Cahill     | 108      | 50    | 2004–2018 |
| 3    | Lucas Neill    | 96       | 1     | 1996–2013 |
| 4    | Brett Emerton  | 95       | 20    | 1998–2012 |
| 5    | Alex Tobin     | 87       | 2     | 1988–1998 |
| 6    | Mark Bresciano | 84       | 13    | 2001–2015 |
| 6    | Paul Wade      | 84       | 10    | 1986–1996 |
| 8    | Mark Milligan  | 80       | 6     | 2006–2019 |
| 8    | Luke Wilkshire | 80       | 8     | 2004–2014 |
| 10   | Mile Jedinak   | 79       | 20    | 2008–2018 |

### A válogatottban legtöbb gólt szerző játékosok
Az adatok 2022. november 1. állapotoknak felelnek meg.
- A még aktív játékosok (félkövérrel) vannak megjelölve.

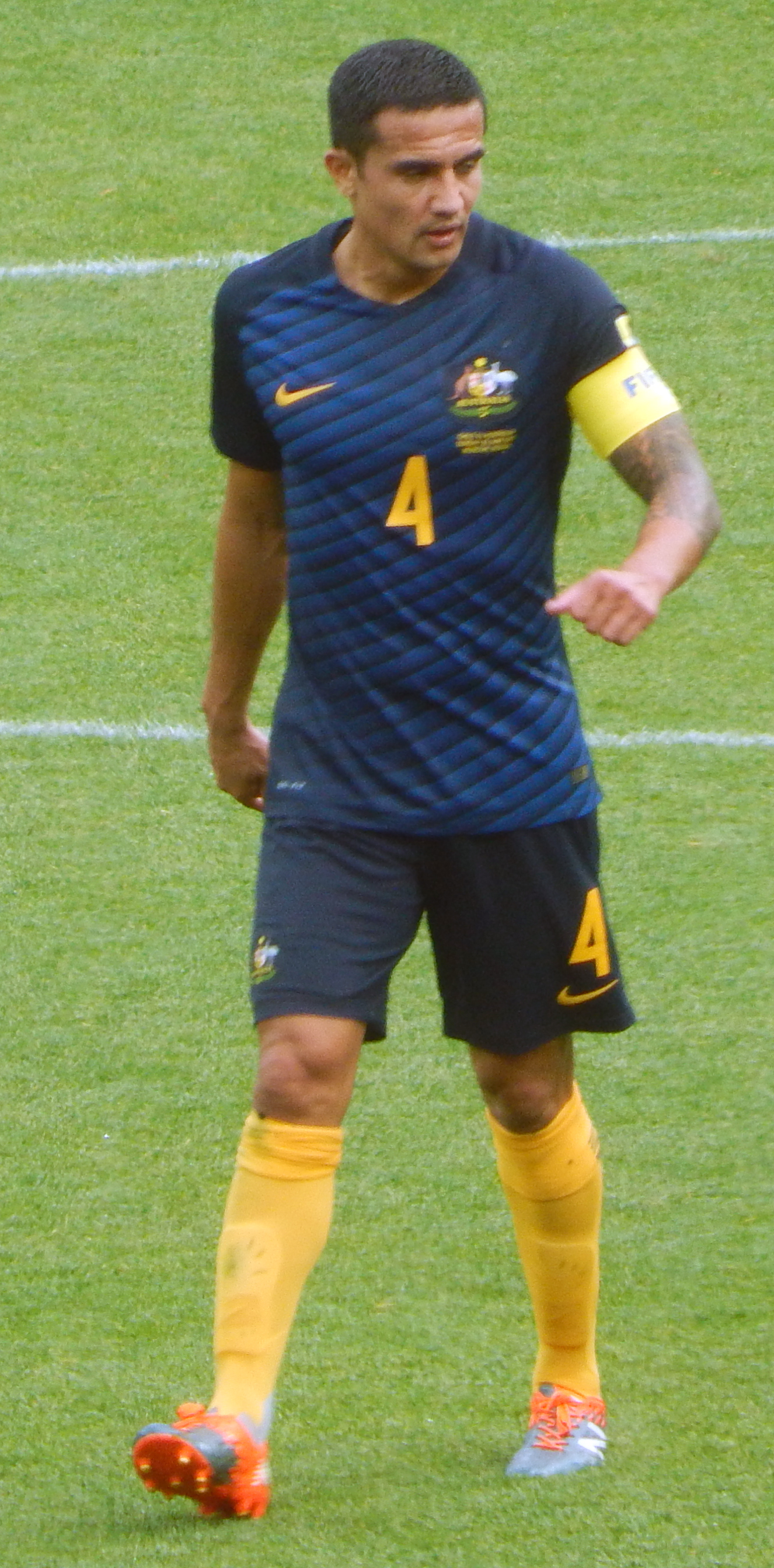
Tim Cahill a válogatott történetének legeredményesebb játékosa 50 góllal.

| #  | Játékos         | Gólok | Mérkőzés | Arány | Időszak   |
| -- | --------------- | ----- | -------- | ----- | --------- |
| 1  | Tim Cahill      | 50    | 108      | 0.46  | 2004–2018 |
| 2  | Damian Mori     | 29    | 45       | 0.64  | 1992–2002 |
| 3  | Archie Thompson | 28    | 54       | 0.52  | 2001–2013 |
| 4  | John Aloisi     | 27    | 55       | 0.49  | 1993–2008 |
| 5  | John Kosmina    | 25    | 60       | 0.42  | 1977–1988 |
| 5  | Attila Abonyi   | 25    | 61       | 0.41  | 1967–1977 |
| 7  | David Zdrilic   | 20    | 31       | 0.65  | 1997–2010 |
| 7  | Mile Jedinak    | 20    | 79       | 0.25  | 2008–2018 |
| 7  | Brett Emerton   | 20    | 95       | 0.21  | 1998–2012 |
| 10 | Graham Arnold   | 19    | 56       | 0.34  | 1985–1997 |

## Rekordok

### Legtöbb lőtt gól egy meccsen

#### Egyéni
- 13 – Archie Thompson (világrekord)  Amerikai Szamoa ellen, 2001
- 8 – David Zdrilic  Amerikai Szamoa ellen, 2001
- 7 – Gary Cole  Fidzsi-szigetek ellen, 1981
- 6 – John Aloisi  Tonga ellen, 2001
- 5 – Damian Mori  Salamon-szigetek ellen, 1997

#### Csapat
- 31 (világrekord)  Amerikai Szamoa ellen, 2001
- 22  Tonga ellen, 2001
- 17  Cook-szigetek ellen, 2000
- 16  Cook-szigetek ellen, 1998
- 13  Salamon-szigetek ellen, 1997

## Elvándorló játékosok
Az ausztrál nemzeti labdarúgás az ország történelmi adottságainak betudhatóan gyakran szembesül azzal, hogy legjobb játékosaikat elviszik európai nemzetek. A „Granny-szabály” („nagymama-szabály”) szerint ugyanis egy játékos játszhat egy másik ország nemzeti tizenegyében, ha igazolni tudja, hogy a felmenői az adott országból származnak. A legtöbb ausztrál játékost Horvátország csábítja el (az Ausztráliában élő horvátok közt nagyon népszerű sport a futball), de hat horvát játszik az ausztrál csapatban is (Čulina, Popović, Skoko, Viduka, Čović és Kalac).
Elvándorolt ausztrál futballisták:
- Joey Didulica – Horvátország
- Tony Dorigo – Anglia
- Ivan Ergić – Szerbia és Montenegró
- Jamie McMaster – Anglia
- Anthony Šerić – Horvátország
- Josip Šimunić – Horvátország
- Sasa Ilic – Jugoszlávia
- Christian Vieri – Olaszország (Vieri Bolognában, Olaszországban született, de Ausztráliában nevelkedett és mindkét csapatban játszhatna.)
- Craig Johnston – Anglia (Johnston Ausztráliában nevelkedett, de Dél-Afrikában született ausztrál szülőktől. Sohasem játszott az ausztrál csapatban, mert Angliát választotta, de kényszerű korai visszavonulása miatt szerencsétlenségére az angol csapatban sem játszhatott soha.)

## Szövetségi kapitányok
| Név                                                   | Időszak   | Mérkőzések | Győzelmek | Döntetlenek | Vereségek | Sikerek |
| ----------------------------------------------------- | --------- | ---------- | --------- | ----------- | --------- | --- |
| Tiko Jelisavcic                                       | 1965      | 6          | 3         | 0           | 3         | |
| Joe Vlatsis                                           | 1967–1969 | 23         | 13        | 7           | 3         | |
| Ralé Rasic                                            | 1970–1974 | 31         | 16        | 9           | 6         | Csoportkörig eljutott az 1974-es VB-n |
| Brian Green                                           | 1976      | 2          | 2         | 0           | 0         | |
| Jim Shoulder                                          | 1976–1978 | 25         | 10        | 7           | 8         | |
| Rudi Gutendorf                                        | 1979–1981 | 18         | 3         | 8           | 7         | Aranyérmes az 1980-as OFC-nemzetek kupáján |
| Les Scheinflug                                        | 1981–1983 | 12         | 8         | 1           | 3         | |
| Frank Arok                                            | 1983–1989 | 46         | 21        | 14          | 11        | |
| Les Scheinflug (felügyelő Frank Arok távollétében)    | 1983      | 4          | 3         | 0           | 1         | |
| Les Scheinflug (felügyelő)                            | 1990      | 1          | 1         | 0           | 0         | |
| Eddie Thomson                                         | 1990–1996 | 56         | 26        | 11          | 19        | Aranyérmes az 1996-os OFC-nemzetek kupáján |
| Les Scheinflug (felügyelő Eddie Thomson távollétében) | 1992      | 3          | 2         | 1           | 0         | |
| Vic Fernandez (felügyelő Eddie Thomson távollétében)  | 1992      | 2          | 1         | 0           | 1         | |
| Les Scheinflug (felügyelő Eddie Thomson távollétében) | 1994      | 1          | 1         | 0           | 0         | |
| Raul Blanco (felügyelő)                               | 1996      | 2          | 2         | 0           | 0         | |
| Terry Venables                                        | 1997–1998 | 23         | 15        | 3           | 5         | Ezüstérmes az 1997-es konföderációs kupán |
| Raul Blanco (felügyelő)                               | 1998–1999 | 5          | 3         | 1           | 1         | Ezüstérmes az 1998-as OFC-nemzetek kupáján |
| Frank Farina                                          | 1999–2005 | 58         | 34        | 9           | 15        | Aranyérmes a 2000-es OFC-nemzetek kupája Bronzérmes a 2001-es konföderációs kupán Ezüstérmes a 2002-es OFC-nemzetek kupáján Aranyérmes a 2004-es OFC-nemzetek kupáján Csoportkörbe jutott a 2005-ös konföderációs kupán |
| Guus Hiddink                                          | 2005–2006 | 13         | 8         | 2           | 3         | Nyolcaddöntős a 2006-os VB-n |
| Graham Arnold                                         | 2006–2007 | 14         | 5         | 4           | 5         | Negyeddöntős a 2007-es Ázsia-kupán |
| Rob Baan (felügyelő)                                  | 2007      | 1          | 1         | 0           | 0         | |
| Pim Verbeek                                           | 2007–2010 | 33         | 18        | 9           | 6         | |
| Holger Osieck                                         | 2010–2013 | 44         | 23        | 10          | 11        | Ezüstérmes: 2011-es Ázsia-kupa |
| Ange Postecoglou                                      | 2013–2017 | 49         | 22        | 12          | 15        | Aranyérmes a 2015-ös Ázsia-kupán Csoportkör: 2017-es konföderációs kupa |
| Bert van Marwijk                                      | 2018      | 7          | 2         | 2           | 3         | Csoportkör: 2018-as vb |
| Graham Arnold                                         | 2018–     | 20         | 15        | 2           | 3         | Negyeddöntő: 2019-es Ázsia-kupa, kijutott: 2022-es vb |

## Lásd még
- Ausztrál női labdarúgó-válogatott